# Tavolero
Tavolero, o Tavolieri, o Tivolieri, (l'antica Tebularium) è una frazione del Comune di Rocca Santa Maria in provincia di Teramo, sui Monti della Laga, nel territorio del Parco nazionale del Gran Sasso e Monti della Laga.

## Caratteristiche
Il borgo è sito a quota 826 metri, su uno sperone roccioso dominante il sottostante fiume Tordino. Si raggiunge percorrendo un tratto di strada, in discesa, che in località Cona Faiete si dirama dalla strada provinciale 48 di Bosco Martese (la strada che da Teramo conduce a Rocca Santa Maria spingendosi fino alla località montana del Ceppo).
Le abitazioni sono prevalentemente ottocentesche (qualcuna potrebbe essere anche precedente). È presente una casa privata cinquecentesca, con camino monumentale, restaurata per un uso estivo.

## Notizie storiche
Nel 1076 Trasmondo di Sisefredo donò al vescovado aprutino (di Teramo) la parte del castello di Tizzano e le pertinenze presso Tibulario (oggi Tavolero).
Nel 1086 Teutone VII di Ranieri donò al vescovo Ugone la sua porzione del castello di Tizzano con le pertinenze presso Tivolario.
Nel 1124 i Totoneschi risultano concessionari delle terre di proprietà della chiesa aprutina, che hanno tra i confini anche il colle di Tebulario.
Nel 1287, il castello di Tebulario risulta confinante con i castelli di Padula, Frunti e Scalelle i cui uomini accettano l'atto di sottomissione alla città di Teramo.
Nel 1324, la chiesa di San Flaviano (in Tavolero) risulta nel catalogo degli enti ecclesiastici della diocesi aprutina.
Nel 1526, come si evince dal libro censuale, la chiesa di San Flaviano (in Tavolero) deve corrispondere "2 tomoli di spelta" alla chiesa aprutina.
Nel 1813 Tavolero e le sue terre annesse, già facente parte dell'università di Rocca Santa Maria compresa nello Stato di Bisegno, entrò definitivamente a far parte dell'istituendo Comune di Rocca Santa Maria.
Nel 1804 il borgo era abitato da 16 persone e faceva parte della parrocchia di Canili insieme a Fustagnano e a Colle. Nel 1841 gli abitanti erano 17.
Oggi il paese è disabitato.

## Il Progetto "Borghi"
Tavolero è uno dei tre paesi (insieme a Martese e a Serra) inseriti nel Progetto "Borghi", che è stato promosso dall'Amministrazione provinciale di Teramo con l'obiettivo del loro recupero a fini turistici.
Nel corso del progetto sono stati vagliati gli aspetti architettonici, ambientali e turistici di oltre cinquanta borghi compresi nell'entroterra della montagna teramana. I tre prescelti sono stati ritenuti i più interessanti e meritevoli di un rapido recupero e di promozione.

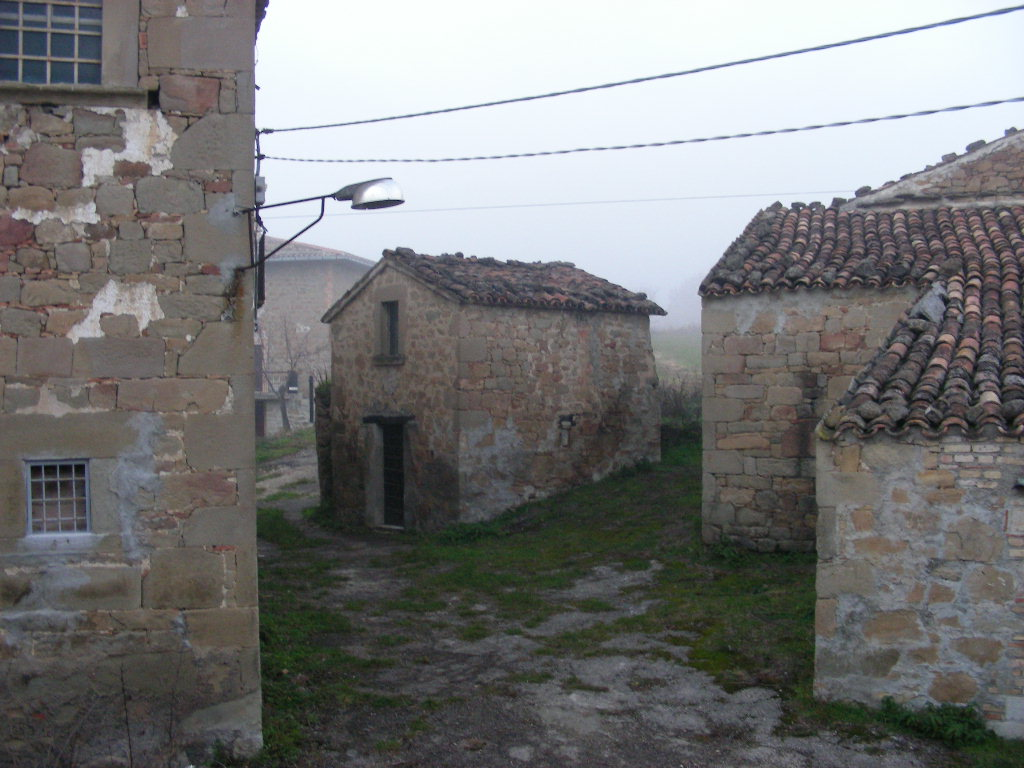
Il borgo di Tavolero

## Bibliografia

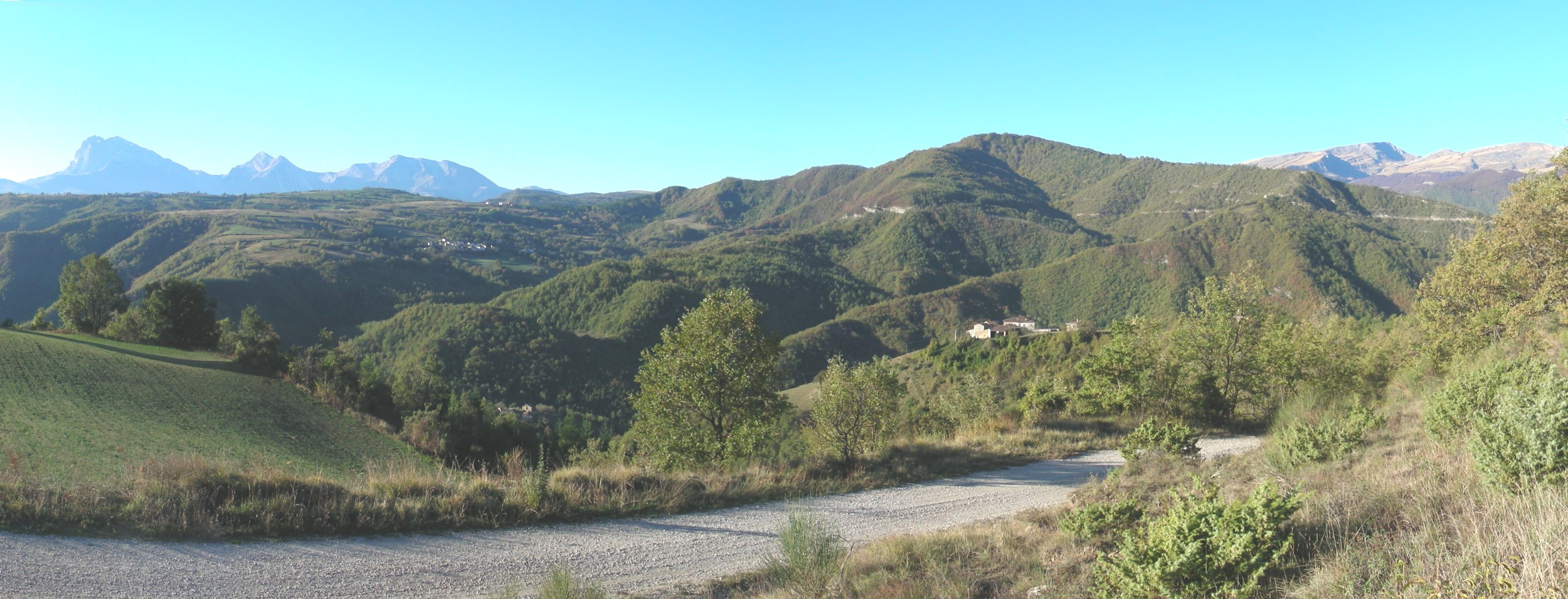
Il borgo di Tavolero (al centro) e il territorio circostante.
Sullo sfondo la catena del Gran Sasso (a sinistra) e dei Monti della Laga (a destra)